# Taleshi Hava
Taleshi Hava (persa: تالشی هوا) es una pieza para violín y fagot del compositor iraní Mehdi Hosseini, y está basado en la música del noroeste de Irán de la tribu Taleshi. Esta composición fue escrita en el año 2010 y ha sido grabada por primera vez el 9 de abril de 2010 por Raisa Ulumbekova (violín) y Konstantin Yakovlev (fagot), en San Petersburgo.